# Schoenus tendo
Schoenus tendo là loài thực vật có hoa trong họ Cói. Loài này được (Hook.f.) Banks & Sol. ex Hook.f. miêu tả khoa học đầu tiên năm 1864.